# 사표
사표(死票, 영어: wasted vote)는 선거 제도에서 나타나는 현상이며, 다음 두 가지로 정의된다.
1. 당선된 입후보자를 선택하지 않은 표
2. 입후보자가 당선되는 데 도움을 주지 못한 표

첫 번째 정의는 입후보자 (또는 입후보 정당)가 획득하지 못한 표만을 포함하며, 두 번째 조건은 당선자 (또는 당선 정당)가 획득한 표 중 사표만큼의 표를 제외하고 남은 표 또한 포함한다.
자신의 투표가 어떠한 영향을 주지 못했다고 생각하는 유권자는 정부와 자신을 분리시키거나 민주주의에 대한 신뢰를 잃을 수 있기 때문에, 사표를 줄일 수 있는 선거 제도는 공정성의 기초나 실용적인 기반에 있어 바람직한 것으로 간주된다. "사표"라는 용어는 특히 이러한 표를 줄일 수 있다고 주장하는 단기 이양식 선거 제도나 즉석 결승 선거 제도의 지지자에 의해 사용된다. "사표"라는 용어는 그러한 제도를 반대하는 사람들에게 경멸적으로 간주될 수 있다. 그들은 단 한표 차이로 결과가 결정되지 않는 한 어떠한 선거 제도에서도 사표가 생길 것이며, 각 유권자들이 전달하는 정치적 신호는 다음의 선거를 준비할 수 있는 지표가 되기 때문에 사표가 존재하지 않을 것이라고 주장한다.
선거 운동에서 인기있는 입후보자는 전략적 투표의 일환으로 자신보다 덜 인기있는 입후보자를 지지하는 유권자들에게 "자신을 선택하면 사표가 나오지 않을 가능성이 높다는 점"으로 관심을 끌 수 있다. 몇몇 선거 제도에서는 덜 인기있는 입후보자들이 자신보다 더 인기있는 입후보자를 지지하는 유권자들에게 이와 비슷한 수준의 관심을 끌 수 있다. 복수 투표 제도에서는 양당제를 제도화한 뒤베르제의 법칙의 반영하여 "사표"는 두 번째로 많은 득표를 한 입후보자에게는 적용되지 않지만, 세 번째 (또는 그 이하)로 득표를 한 입후보지에게는 적용된다.

## 같이 보기
- 무효표
- 대표 없이 과세 없다

## 참고 문헌
- Amy, Douglas J. (2000). 《Behind the Ballot Box: A Citizen's Guide to Voting Systems》. Praeger/Greenwood. ISBN 0-275-96585-6.